# Biblioteca Mário de Andrade
La Biblioteca Mário de Andrade (BMA) es la principal biblioteca pública de la ciudad de São Paulo, Brasil. Fundada en 1925, a partir del acervo de la Cámara Municipal de São Paulo, se consolidó a lo largo de su historia como una de las instituciones culturales brasileñas de mayor importancia. El edificio en el que funciona, localizado en el centro histórico de la capital paulista, es considerado uno de los símbolos arquitectónicos del estilo art déco en la ciudad.
Depositaria del segundo mayor acervo documental y bibliográfico del país –solo por detrás de la Biblioteca Nacional de Río de Janeiro–, la BMA es por excelencia el órgano depositario de todos los registros histórico-culturales de la ciudad de São Paulo. Su acervo cuenta con aproximadamente 3,3 millones de títulos, abarcando todas las áreas del conocimiento humano, y conserva un amplio conjunto de incunables, manuscritos, brasiliana, grabados, mapas y otras obras raras, producidas en su mayoría entre los siglos XV y XIX.

## Historia

### Antecedentes

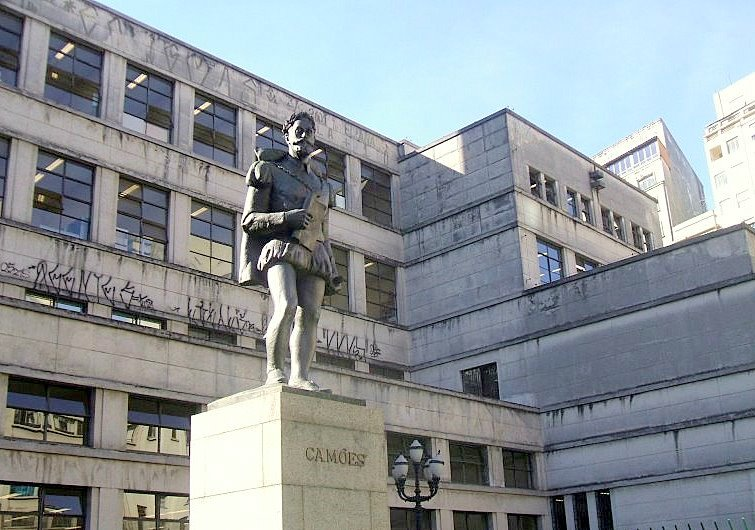
Escultura de Camões, en frente de la Biblioteca Mário de Andrade.

En 1825, el primer presidente de la entonces Provincia de São Paulo, Lucas Antônio Monteiro de Barros, fundó la primera biblioteca pública de la ciudad, denominada Biblioteca Pública Oficial de São Paulo. Su acervo fue formado a partir de la adquisición de la biblioteca del Convento de São Francisco (más de 5000 volúmenes) y de la librería de Dom Mateus de Abreu Pereira (aproximadamente 1060 volúmenes), en ocasión de su fallecimiento. Instalada en el propio convento, funcionó hasta 1837, cuando su acervo pasó a constituir la base de la biblioteca de la Facultad de Derecho de São Paulo, en el Largo São Francisco (actual Facultad de Derecho de la USP).

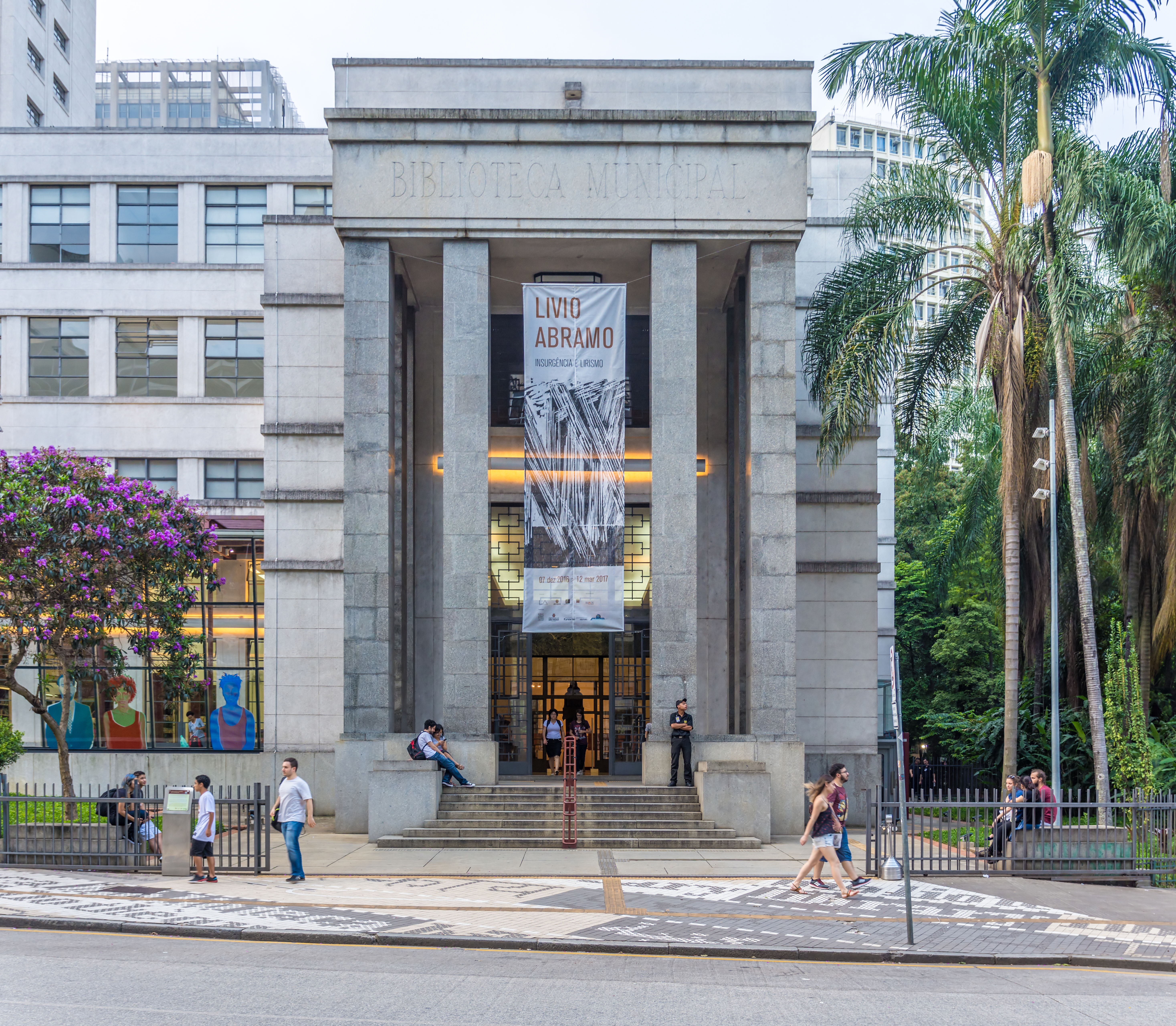
Biblioteca Mário de Andrade, ciudad de São Paulo, Brasil.

Aunque el acervo de la antigua Biblioteca Pública Oficial de São Paulo continuase perteneciendo a una institución pública, su nueva función de biblioteca universitaria privaba la ciudad de la existencia de una biblioteca de libre acceso. En 1911, era fundada la Biblioteca Pública del Estado de São Paulo, órgano responsable de la conservación de la documentación y el acervo bibliográfico del Ejecutivo estatal, pero el acceso de la comunidad a la misma también era restringido. Con el objetivo de proveer a la ciudad de una biblioteca pública, la biblioteca de la Cámara Municipal de São Paulo abrió sus puertas a los paulistanos en 1925.

### La fundación
El 25 de febrero de 1925, durante la administración de Firmiano de Morais Pinto, fue oficialmente instituida la Bibliotheca Municipal de São Paulo, teniendo como base el acervo de la biblioteca de la Cámara Municipal. La institución solo sería abierta a la comunidad en enero de 1926, en un caserón de la calle Sete de Abril, en el centro de la ciudad, con un acervo de 15 mil volúmenes.
Bajo la administración de Fábio da Silva Prado (1934-1938), la biblioteca sería consolidada y normatizada. Para eso, contribuyó profundamente la creación, en 1935, del Departamento de Cultura de la Municipalidad Paulistana (futura Secretaría Municipal de Cultura). Ideado por intelectuales ligados a la Semana de Arte Moderno, entre los cuales se encontraban Paulo Duarte, Alcântara Machado y Sérgio Milliet, su primer director fue Mário de Andrade. Fue en ese contexto que tomó fuerza la idea de hacer de la biblioteca el órgano depositario de toda la documentación histórico-cultural de la ciudad y de Brasil.
En 1936, todavía durante la gestión de Mário de Andrade, el Departamento de Cultura inauguró, por iniciativa de la pedagoga Lenyra Fraccarolli, la Biblioteca Infantojuvenil -actual Biblioteca Monteiro Lobato. Dirigida a la formación del público joven, la biblioteca mantiene uno de los más expresivos acervos de títulos infanto-juveniles del país.

### Ampliación del acervo
En las dos primeras décadas luego de su fundación, la Biblioteca Municipal logró reunir, por medio de compras y donaciones de grandes bibliófilos y coleccionadores brasileños, importantes adquisiciones que aumentaron su acervo original. En 1936, la biblioteca adquirió la colección Félix Pacheco, en la época considerada la colección privada de brasiliana más grande e importante del país. Al año siguiente, recibió en donación un gran número de manuscritos y obras raras pertenecientes a Batista Pereira.
Una de las más importantes contribuciones a la formación del acervo se dio en 1939, cuando la Biblioteca Pública del Estado de São Paulo se unió a la Biblioteca Municipal, resultando en la incorporación de más de 70 mil volúmenes a la colección. Entre las obras provenientes de la Biblioteca del Estado, se destacan representativos conjuntos documentales sobre la historia de la ciudad y del Estado de São Paulo, una amplia colección de obras raras, además de la biblioteca personal del Barón Homem de Mello, expresidente de la provincia.
Posteriormente, la biblioteca recibió donaciones de libros, periódicos, manuscritos, mapas y obras de arte que pertenecieron a Paulo Prado, escritor y organizador de la Semana de Arte Moderno, y Pirajá da Silva, médico e investigador. Otras donaciones de importantes intelectuales incluyen las bibliotecas personales de Sérgio Milliet, Carvalho Franco, Maynard de Araújo, Otto Maria Carpeaux, Pereira Matos, Paula Souza, José Perez y Paulo Duarte, entre otros.

### La nueva sede

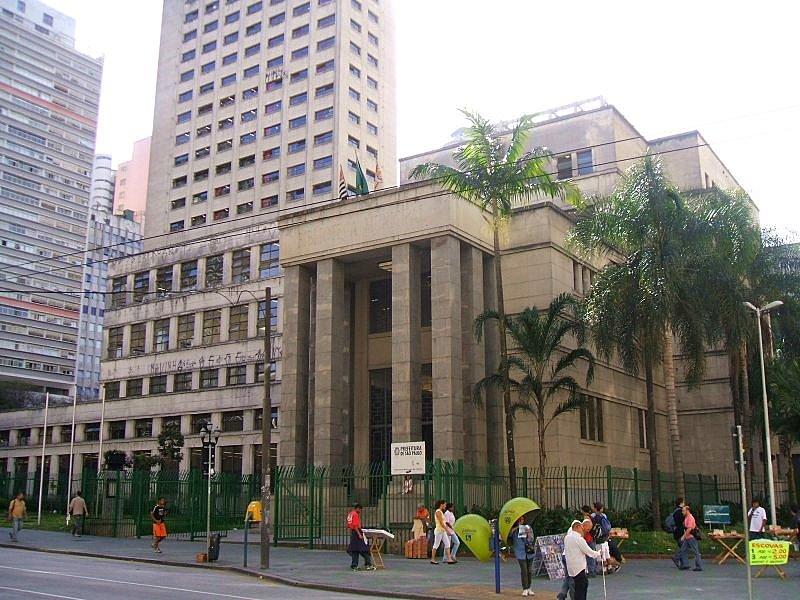
Fachada principal da Biblioteca Mário de Andrade, na Rua da Consolação.

A comienzos de la década de 1940, el acervo de la Biblioteca Municipal ya pasaba los 110 mil volúmenes. Crecía rápidamente el número de usuarios de la biblioteca, sobre todo después de la inauguración del sector circulante, que disponibilizaba obras para su préstamo. La biblioteca también inició un programa educativo: por medio de un convenio con la Escuela de Sociología y Política de São Paulo, pasó a ofrecer uno de los primeros cursos de biblioteconomía del país. El caserón que albergaba la biblioteca, sin embargo, ya estaba saturado. Se hacía necesaria la mudanza a un nuevo edificio, en el que fuese posible que siguieran creciendo el acervo y las actividades.
La nueva sede fue planificada por el propio director de la Biblioteca Municipal, el bibliófilo y escritor Rubens Borba de Moraes, y por el arquitecto francés Jacques Pilon. Fue inaugurada oficialmente el 25 de enero de 1942, por el entonces prefecto Prestes Maia. Se encuentra en Rua da Consolação n°94, en el centro de la Praça Dom José Gaspar.
El imponente edificio, marcado por el rigor geométrico, el equilibrio entre las proporciones monumentales de la obra, la sobria decoración de los elementos externos, es considerado uno de los símbolos del estilo art déco en São Paulo. Inspirado en insttuciones de su mismo género en Europa y Estados Unidos, el proyecto original preveía la construcción de dos torres de 22 pisos cada una, con una capacidad total para un millón de libros, pero apenas una fue construida. El edificio está protegido por el Conpresp y el Condephaat.

### Efervescencia cultural
En 1943, el poeta Sérgio Milliet asumió la dirección de la Biblioteca Municipal, cargo en el cual permanecería hasta 1959. Durante su gestión, enmarcada en un contexto de efervescencia cultural que marcó la década de 1940 en la ciudad de São Paulo, la Biblioteca Municipal amplió su actuación didáctica y pasó a seguir criterios más amplios en su política de adquisiciones. Milliet firmó acuerdos de cooperación con la Biblioteca Nacional de París y creó la Sección de Artes. Ese mismo año, la biblioteca comenzó a publicar regularmente su Boletín Bibliográfico y la Revista de la Biblioteca Mário de Andrade. También pasó a promover una serie de actividades culturales, como conferencias, convenciones y mesas redondas, de las cuales participaron Roger Bastide, Luís Martins, Lourival Gomes Machado, Osório César y Luis Saia, entre otros.
Conducida en sus tres primeras décadas de existencia por grandes exponentes del modernismo brasileño, la Biblioteca Municipal albergó, a partir de 1946, la primera colección pública de arte moderno del país, anterior a la fundación del MASP, MAM y MAC, con pinturas, esculturas, grabados y dibujos originales de artistas brasileños, como Tarsila do Amaral, Anita Malfatti, Di Cavalcanti, Lasar Segall, Cândido Portinari, Bruno Giorgi, Oswaldo Goeldi, Lívio Abramo, Aldo Bonadei, Cícero Dias y Carlos Scliar, y nombres extranjeros de la talla de Pablo Picasso, Marc Chagall, Joan Miró, Henri Matisse, Fernand Léger, Marie Laurencin, Georges Rouault, Sonia Delaunay, Francis Picabia y Árpád Szenes. Actualmente, la colección integra el acervo de la Pinacoteca Municipal.
Sérgio Milliet se empeñó en elevar la Biblioteca Municipal a estándares internacionales. Los dieciséis años en los que estuve al frente de la institución fueron bastante provechosos, sobre todo para la ampliación cuantitativa y cualitativa del acervo, el establecimiento de una agenda cultural y el aumento del número de visitantes. Detentora de amplio prestigio y numerosas visitas, la Biblioteca Municipal se convirtió, en 1958, en depositaria oficial del material publicado por la Organizaxión de las Naciones Unidas - normatizando una situación ya establecida, puesto que la biblioteca ya recibía gratuitamente el material de la organización desde 1949.
En ese período, la biblioteca tuvo una amplia participación en el medio intelectual paulistano, siendo frecuentada por académicos como Michel Debrun, Bento Prado y Lívio Teixeira y, posteriormente, por Fernando Henrique Cardoso y Marilena Chauí. En 1957, sin embargo, el edificio sede, inaugurado apenas 15 años antes, ya se hallaba saturado y con problemas estructurales, según noticias de la época: "La Biblioteca Municipal de São Paulo no consigue más atender la demanda. Todos los días se forman filas de estudiantes a la espera de un lugar en el salón central donde puedan pedir los libros y estudiar." El 15 de febrero de 1960, la institución recibió su actual denominación oficial: “Biblioteca Pública Municipal Mário de Andrade".

### Bibliotecas de barrio
En la década de 1950 y hasta el final de la década de 1960, el Departamento de Cultura buscó consolidar la red de bibliotecas de barrio (actual Sistema Municipal de Bibliotecas de São Paulo), con el objetivo de dotar a las varias regiones de la ciudad de bibliotecas capaces de atender a la demanda de estudiantes, investigadores y del público en general, con especial énfasis en acervos dirigidos al público infantojuvenil. La Biblioteca Mário de Andrade pasó a funcionar como biblioteca central del sistema, con otras sedes en diversos barrios. Entre las primeras bibliotecas integradas a la red estaban, además de la BMA y de la Biblioteca Infantojuvenil, las bibliotecas Anne Frank (1946), Clarice Lispector (1950), Hans Christian Andersen (1952), Viriato Corrêa (1952), Francisco Patti (1953) e Infantil de Santo Amaro (1953). Otras decenas de bibliotecas serían creadas en las décadas siguientes.
En la década de 1970, se estructuró la Secretaría Municipal de Cultura de São Paulo, que absorbió las antiguas atribuciones del Departamento de Cultura, convirtiéndose en responsable de la gestión de las bibliotecas municipales. En 1975, la secretaría creó el Departamento de Bibliotecas Públicas y el de Bibliotecas Infanto-Juveniles. De esa forma, la Biblioteca Mário de Andrade perdió su especificidad administrativa que la diferenciaba de las demás unidades de la rede. A partir de entonces, pasó a ser administrada como una más entre decenas de bibliotecas de la secretaría, lo que acarreta una sensible disminución de su presupuesto y hace decaer el nivel de los servicios ofrecidos por la institución.

### Deterioro
La creación de una red de bibliotecas públicas en la ciudad y las reformas administrativas de la década de 1970 implicaron un vaciamiento de la BMA. Siguiendo las nuevas directrices, la biblioteca relega la conservación y ampliación del acervo a un segundo plano y abandona su amplia actividad intelectual. La biblioteca de esta manera entra en un largo período de deterioro, acompañando la decadencia de parte del área central de la capital paulista. Estudiantes, universitarios e investigadores comenzaron a buscar bibliotecas más estructuradas en otros puntos de la ciudad, ocasionando una caída abrupta del número de visitantes.
En la década de 1980, en una tentativa de resolver los problemas relacionados con la saturación del espacio del edificio sede, la Secretaría Municipal de Cultura de São Paulo concibió la construcción de una extensión de la BMA en el barrio de Paraíso, en un terreno localizado entre la Avenida Vinte e Três de Maio y la Rua Vergueiro. Con el transcurso de las obras, sin embargo, el proyecto sufrió una serie de adaptaciones y su propuesta de uso se vio alterada: en vez de la extensión de la BMA, la nueva sede albergaría al Centro Cultural São Paulo (CCSP), inaugurado en 1982. Para crear las bibliotecas del CCSP, se traspasó una parte sustancial del acervo de la BMA a las recién inauguradas bibliotecas Sérgio Milliet y Alfredo Volpi.
Durante la gestión de Luiza Erundina (1989-1993), la filósofa Marilena Chauí estuvo al frente de la Secretaría Municipal de Cultura. Bajo su administración, la BMA emprendió algunas mejoras en el edificio sede, instalando infraestructura para combatir incendios y un sistema de aire acondicionado central, además de pequeñas intervenciones en los salones de la planta baja destinados al público. Las reformas, sin embargo, fueron suspendidas luego del término de la gestión de Erundina, quedando inacabadas.
En septiembre de 2006, la BMA dio a conocer la noticia de un gran hurto de obras raras de su acervo. Entre las obras sustraídas, se encontraban el libro de oraciones Hore Intemerate Beate Marie Virginis, de 1501, un conjunto de 42 grabados de Debret, 58 grabados de Rugendas, litografías de Burmeister y el álbum Souvenirs do Rio de Janeiro de Johann Jacob Steinman.

### La BMA en la actualidad
El grave estado de deterioro de la Biblioteca Mário de Andrade terminó generando algunas acciones puntuales del poder público y de iniciativa privada procurando su refacción. En 2001, fue creado el Colegio de São Paulo, un programa desarrollado por la División de Difusión Cultural de la biblioteca con el objetivo de fomentar la reflexión y el debate sobre cuestiones relevantes del mundo contemporáneo, a través de conferencias y convenciones dadas por renombrados profesionales de las más diversas áreas del saber. En 2003, fue creada la Asociación de Amigos y Patronos de la Biblioteca Mário de Andrade.
Em 2005, uma reforma administrativa le dio a la BMA el estatus de departamento, lo que le confiere una mayor autonomía sobre sus acciones culturales y apoyo para planear su reestructuración. La biblioteca pasó a contar también con un Consejo Consultivo, responsable de la organización y normatización de las acciones de la biblioteca. Recientemente, algumas empresas públicas y privadas anunciaron proyectos de recuperación, higienización e informatización del acervo.
Con el objetivo de dotar al espacio físico de la biblioteca de mejores condiciones técnicas, de seguridad y de conservación del acervo, la prefectura firmó, en julio de 2007, un contrato de reforma con el consorcio Concrejato-Tensor. El costo será de 13 millones de reales y la conclusión está prevista para febrero de 2009. Financiada principalmente con recursos del Banco Interamericano de Desarrollo, la reforma promete resolver problemas críticos del edificio y ampliar las instalaciones. La biblioteca deberá también ser integrada a un anexo, el edificio del Ipesp, que albergará la colección de periódicos y laboratorios de restauración, microfilms y encuadernación. El proyecto arquitectónico es del estudio Piratininga Arquitetos Associados.